# The Little Book of Buddhism (könyv)
A The Little Book of Buddhism (magyarul: A buddhizmus kiskönyve) gondolatébresztő idézeteket tartalmaz, amelyeket Renuka Singh gyűjtött össze a 14. dalai lámától (Tendzin Gyaco). A szeretet, az együttérzés és a felelősségtudat témáin keresztül kerül bemutatásra a buddhizmus ősi bölcsessége és a hétköznapi élet megpróbáltatásai, hogy az olvasó eljusson a Buddha, dharma és szangha hármasát tartalmazó menedékhez.
A buddhizmusban a gyakorlóknak nem csak hatalmukban áll, de az igazi gyakorló ténylegesen meg is kérdőjelezi Buddha tanításait és alaposan megvizsgálja minden kijelentését. A buddhista gyakorló kezdetben a saját gyógyulásával foglalkozik, majd fokozatosan rátér a tudata megedzésére, és megerősödve képes lesz mások segítségére lenni. A gyakorlatok által lehetséges folyamatosan ellenőrzés alatt tartani a tudatot és a tudatosságon keresztül megszilárdíthatók a minden emberben jelenlevő egyetemes értékek, mint a szeretet, az együttérzés (karuná), a megbocsájtás, a türelem és az elfogadás. Barátságos környezetben az emberek automatikusan bizalmat éreznek és boldogabbak. Az életben az ember igazi ellenségei a tudatában jelentkező zavaró érzelmek, elsősorban a harag, a vágy, a nemtörődömség és a féltékenység.
A könyv végén helyet kapott egy fogalomtár és egy rövid leírás a magas rangú tibeti láma életéről.
A könyvnek magyar nyelvű kiadása nem jelent meg.